# كهف جاسنة
كهف جاسَنَة (بالإنجليزية: Jasana cave) هو من الكهوف المشهورة تأریخياً یعرف بكهف شيخ محمود الحفيد البرزنجي، یقع على بعد 50 كم شرق مدينة السليمانية على طریق سليمانية- دوكان الرئيسي، ضمن منطقة سورداش، خلف قرية «كاني خان». وأبرز ما يميزه طبيعة المنطقة الخلابة، فضلاً عن وجود شلال يتجاوز ارتفاعه 3 أمتار. وتختلف ارتفاعات وعرض الكهف من مكان الى اخر داخل الكهف، یبلغ عمقه 35 م، ويتصف بطابع تاريخي وسياسي، ومن القصص الشائعة المحكية التي يعرفها أغلب سكان المدينة حول الكهف، احتماء الزعيم الكردي محمود الحفيد البرزنجي به إبان قصف القوات البريطانية للمدينة في عشرينيات القرن الماضي، مصطحباً معه مطبعته التي نقلها على ظهور البغال ليصدر وينشر من ذلك المكان العدد الأول من صحيفة صوت الحق (بالكردية: بانگی حەق) عام 1923.